# All Skrewed Up
All Skrewed Up ist ein Musikalbum der Gruppe Skrewdriver. Es erschien 1977 auf Chiswick Records. Die spätere Rechtsrock-Band um Sänger Ian Stuart Donaldson war zu diesem Zeitpunkt noch eine Punk-Band, die keine politischen Ambitionen hegte.

## Hintergrund
Nach dem Besuch eines Sex-Pistols-Konzerts entschlossen sich die Tumbling-Dice-Mitglieder Donaldson, Phil Walmsley und Kevin McKay aus ihrer Schülerband eine Punkrock-Gruppe zu machen. Mit einer Demoaufnahme, die in der Fabrik von Donaldsons Vater aufgenommen wurde, sicherte man sich einen Plattenvertrag beim Independent-Label Chiswick Records aus Camden Town. Der Bandname Skrewdriver wurde in Zusammenarbeit mit der Plattenfirma gewählt. Die Band spielte weitere Demos ein und Chiswick wählte You’re So Dumb als erste Single aus. Nach der Veröffentlichung zog die Band nach London und spielte erste Konzerte, unter anderem mit Johnny Moped und den damals noch unbekannten The Police. Im Juni spielt die Band im Marquee Club, ein Mitschnitt wurde später als Bootleg veröffentlicht.
Nachdem die Gruppe Liveerfahrung sammeln konnte und im Studio 51 regelmäßig proben durfte, machte man sich an die Aufnahmen für das Debütalbum. Ian Stuart Donaldson und Phil Walmsley schrieben die meisten Lieder. Die Aufnahmen fanden nachts (da es so billiger war) im Riverside Studio statt. Toningenieur war Neil Vishmond, Produzent Labelchef Roger Armstrong. Der Gesang wurde zweispurig aufgenommen, um ihm mehr Kraft zu verleihen. Aufgenommen wurde mit Transistorverstärkern, die übersteuert wurden, um eine Verzerrung zu erreichen.
Nachdem die Aufnahmen fertiggestellt waren, spielte die Gruppe mit 999 und Boomtown Rats einige Konzerte. Als das Album kurz vor der Veröffentlichung stand, stritten Donaldson und Walmsley über die Lizenzgebühren. Donaldson behauptete, dass Walmsleys Input beim Songwriting zu gering gewesen wäre. Nach einer handgreiflichen Auseinandersetzung entschloss sich Walmsley die Gruppe zu verlassen. Für ihn stieß der Skinhead Ron Hartley zur Gruppe. Nach der Veröffentlichung wurde als dritte Single Streetfight für April 1978 angekündigt, die jedoch nie erschien, da Chiswick die Gruppe fallen ließ.

## Veröffentlichung
Das Album erschien schließlich im November 1977. Da die Gruppe sehr schnell spielte und nur eine relativ kurze Spielzeit von etwa 25 Minuten zu Stande kam, wurde das Album auf Schallplatte mit 45 statt der üblichen 33 Rpm veröffentlicht. Das Album erschien 1977 in mehreren Fassungen mit grünem, gelben und orangefarbenen Schallplattencover. 

## Schallplattencover
Abgebildet ist die Band Skrewdriver selbst, die mittlerweile, im Gegensatz zur Debütsingle, ein Skinhead-Outfit übernommen hatte. Obwohl Phil Walmsley auf dem Album die Gitarre einspielte, ist er auf dem Coverfoto nicht zu sehen. In den Credits zum Album wird er allerdings genannt. Als Single wurde Antisocial ausgekoppelt, auf der B-Seite befindet sich das Rolling-Stones-Cover 19th (Nervous) Breakdown. Auf dem Backcover befinden sich die Eröffnungslyrics des Lieds Skinhead Moonstomp der britischen Ska-Band Symarip.

## Musikstil und lyrische Inhalte
Obwohl die Band ein Skinhead-Outfit übernahm, war die Musik typischer 77-Punk-Rock im Stile der Vorbilder Sex Pistols. Auch die Lyrik des Albums zeigt wenig Oi!-typische Stilelemente, stattdessen geht es um einen stark anarchistisch geprägten Individualismus, der noch keine Hinweise auf Donaldsons Hinwendung zum Rechtsextremismus und Nationalsozialismus gibt. Stattdessen wird der Staat (Government Action, An-ti-so-cial) aus Punk-Perspektive kritisiert. Weitere Titel handeln vom „good old fashioned dirty teenage fun“ (The Only One), dem Gefühl anders zu sein und nirgendwo hinzugehören (Jailbait, An-ti-so-cial, The Only One). Der einzige wirkliche Oi!-Song ist 9 Till 5, der das Skinhead-typische Thema „Working Class“ enthält. Mit Won’t Get Fooled Again schließt ein The-Who-Cover das Album ab.

## Rezeption
Das Album erhielt in der britischen Presse eine Anzahl wohlwollender Rezensionen. Sogar eine Peel-Session für BBC wurde 1977 mit Skrewdriver aufgezeichnet. Die Gruppe wurde außerdem gut aufgenommen, jedoch sorgte ein Zwischenfall mit Bob Geldof von den Boomtown Rats, der bei einem Konzert von einem Skrewdriver-Fan zusammengeschlagen wurde, dafür, dass die Gruppe von den Konzertveranstaltern regelmäßig ignoriert wurde.
Der Neonazi Joe Pearce, ehemaliger Vertrauter von Stuart und Anführer der Young National Front versuchte später die Texte der Gruppe als „Geburtsstunde von Stuarts politischen Bewusstseins“ (the birth of Ian Stuart’s political awareness) umzudeuten.

## Titelliste
1. Where’s It Gonna End ? – 2:32
2. Government Action – 1:34
3. Back Street Kids – 1:39
4. Gotta Be Young – 2:00
5. I Don’t Need Your Love – 2:02
6. I Don’t Like You – 1:56
7. An-ti-so-cial – 1:26
8. (Too Much) Confusion – 2:34
9. 9 Till 5 – 2:05
10. Jailbait – 1:14
11. We Don’t Pose – 1:50
12. The Only One – 2:50
13. Won’t Get Fooled Again – 2:25

## Wiederveröffentlichungen
Wegen der Wandlung Skrewdrivers zur bekanntesten Rechtsrock-Band Großbritanniens erschien nie eine offizielle Neuauflage des Albums. Auch auf der Kompilation The Chiswick Story wurde die Gruppe bewusst ausgespart. Stattdessen wurden zahlreiche Bootlegs des Albums, teilweise mit Bonusmaterial und unter anderem Titel (The Early Years 1977 – 1979, 1977-1983 - The Complete Studio Collection) über einschlägige Rechtsrock-Labels veröffentlicht. Auch Songmaterial aus dieser Zeit tauchte immer wieder auf Kompilationen von Skrewdriver auf.